# 가부키 Z
《카부키 - Z》는 아케이드 게임이다. 1988년 타이토에서 만든 게임으로서 고어적인 부분이 매우 많아 논란이 되고 있다. 특히 오프닝 서부터가 할복으로 시작하여 문제가 제기되기도 했다. 주인공이 칼로 적들을 쓰러뜨리는 위주의 강제 횡스크롤 액션게임이다. 일반적들을 쓰러뜨리면 두 명의 보스(2스테이지의 경우 한 명의 보스와 두 번 겨루며 3스테이지의 경우 한 명을 쓰러뜨리면 2명과 동시에 겨루게 된다.)와 겨루는 방식의 시스템을 갖고 있다.

## 조작법
방향키 외에 공격 버튼과 방어 버튼이 있으며 두 버튼을 동시에 누르면 점프를 하며 레버를 아래방향으로 한 채 방어 버튼을 누르면 앉게 된다.

## 캐릭터
처음 등장하는 사무라이는 스테이지 3까지만 사용하게 되며 스테이지3의 보스를 쓰러뜨리면 주인공은 벼락을 맞고 바바리안 풍의 검투사로 변신하며 배경장소 역시 일본에서 유럽으로 넘어간다.

## 등장하는 적캐릭터

### 1스테이지
- 해골닌자 - 죽이면 복주머니를 준다.
- 가부키 배우
- 사무라이 - 쓰러뜨리면 주인공이 참수한다.

### 2스테이지
불길에 휩싸인 집에서 시작되며 중간에 지하로 떨어진다.
- 해골닌자
- 산적 - 지하로 들어가면 등장한다. 죽이면 표주박을 준다.
- 무사 - 2번 겨루며 한 번 이기면 뼈를 뒤집어쓰고 다시 겨룬다. 2두 번째 이기면 뼈만 남기고 사라진다.

### 3스테이지
아주 전형적인 고어게임 답게 이 스테이지에 등장하는 달 역시 무광으로 도색되어있으며 달 표면이 아주 적나라하게 묘사되어 있다.
- 산적
- 거한 - 번개구슬을 던지며 죽으면 등이 파열되면서 소년무사들이 튀어나온다.
- 소년무사 - 거한이 죽으면 거한의 등에서 2명이 동시에 튀어나온다. 굉장히 빠르며 공격받을 때마다 다이아몬드를 던진다.

### 4스테이지
적 이외에도 샹들리에가 떨어진다.
- 체스 말 - 모두 흑색이며 비숖, 나이트, 룩의 3종류가 있으며 나이트가 아닌 기물은 나이트로 변신하여 도망친다.
- 검투사 - 체스 말 중 백색의 킹의 모양을 하고 있다가 공격받으면 등장한다. 죽을 때 돌로 변한다.
- 기사 - 그림에서 튀어나오며 죽게 되면 갑옷만 남기고 사라진다.

### 5스테이지
마지막 스테이지로서 함정이 등장하며 난이도는 상당히 높다.
- 아라비안 산적 - 졸개임에도 불구하고 2대를 공격해야 죽는다. 방어도 하며 공격받을 때마다 왕관을 던진다.
- 아라비안 무사 - 망치를 휘두른다.
- 키메라 - 팔이 4개나 되기 때문에 엄청나게 어렵다.

## 엔딩
엔딩이 없다.